# Carl Henry Eckart

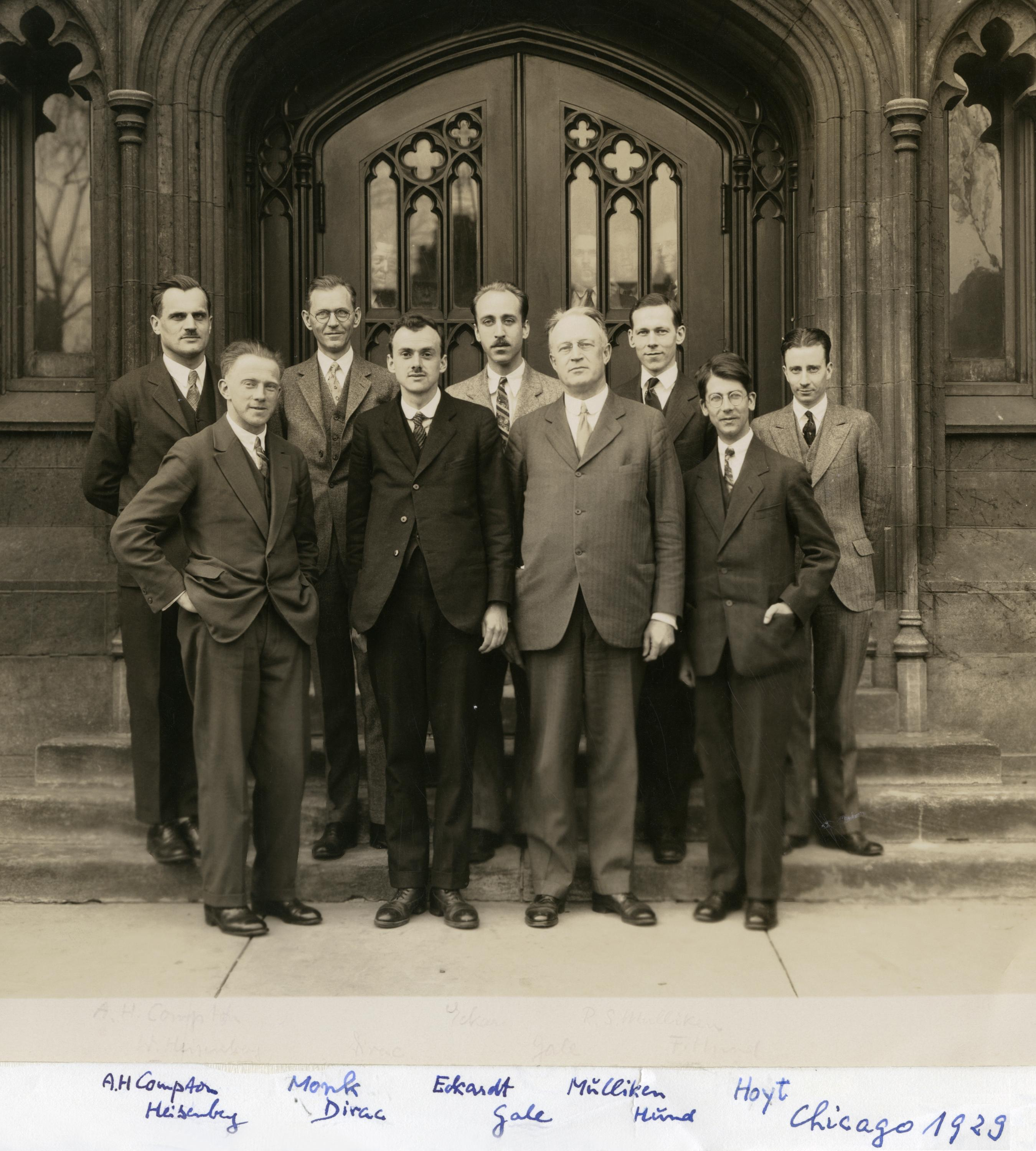

Carl Henry Eckart (* 4. Mai 1902 in St. Louis, Missouri; † 23. Oktober 1973 in La Jolla, Kalifornien) war ein amerikanischer Physiker und Ozeanograph.
Sein Studium der Physik schloss er nach dem Master-Abschluss an der Washington University in St. Louis 1923 mit dem Ph.D. 1925 an der Princeton University ab. Danach war er 1925 bis 1927 am Caltech und 1927/28 als Guggenheim Fellow bei Arnold Sommerfeld an der Universität München. Von 1928 bis 1946 war er Professor an der University of Chicago (zunächst als Assistant Professor, ab 1931 als Associate Professor).
Am bekanntesten ist Eckart durch seine Beiträge zur Quantenphysik geworden, vor allem durch das Wigner-Eckart-Theorem (Reviews of Modern Physics, 1930).
Während des Zweiten Weltkrieges arbeitete er über Unterwasserschall. 1946 bis 1952 war er Direktor des Marine Physical Laboratory der University of California. Von 1948 bis 1951 war er Direktor der Scripps Institution of Oceanography. Sein Amtsnachfolger war Roger Revelle. Er blieb danach bis zu seiner Emeritierung 1971 Professor für Geophysik am Scripps Institute.
Von 1963 bis 1965 saß er dem Akademischen Senat der University of California, San Diego vor. 1965 wurde er Vice Chancellor for Academic Affairs dieser Universität.
1958 heiratete er – in zweiter Ehe – Klara Dan von Neumann, die Witwe von John von Neumann.
Seit 1953 war er Mitglied der National Academy of Sciences, deren Alexander-Agassiz-Medaille er 1966 erhielt. 1959 wurde er in die American Academy of Arts and Sciences gewählt. Er übersetzte mit F. C. Hoyt das Buch von Werner Heisenberg Die Physikalischen Prinzipien der Quantentheorie ins Englische. 1972 erhielt er die William Bowie Medal.

## Schriften
- The Application of Group theory to the Quantum Dynamics of Monatomic Systems, Rev. Mod. Phys., Bd. 2, 1930, S. 305–380
- mit anderen: Principles and Applications of Underwater Sound, Washington D.C., 1946 (ursprünglich geheim, 1954 declassified), Reprint durch Navy Headquarters Naval Material Command 1968
- Hydrodynamics of Oceans and Atmospheres, Pergamon Press, 1960